# Choroba Taya-Sachsa
Choroba Taya-Sachsa (gangliozydoza GM2) – genetycznie uwarunkowana choroba z grupy chorób spichrzeniowych, polegająca na gromadzeniu się substancji tłuszczowej – gangliozydu GM2 w komórkach nerwowych mózgu. Nazwa choroby pochodzi od brytyjskiego okulisty Warrena Taya oraz amerykańskiego neurologa Bernarda Sachsa, który opisał zmiany komórkowe w tej chorobie oraz zauważył w 1887 roku częstsze występowanie choroby we wschodnioeuropejskiej populacji Żydów aszkenazyjskich. Eponim choroby Taya-Sachsa wprowadził w 1901 roku Henryk Higier.

## Patofizjologia
U podłoża choroby leży zmniejszenie aktywności lub brak syntezy enzymu beta-heksozaminidazy A, który bierze udział w przemianach gangliozydów. W następstwie defektu dochodzi do ich spichrzania w lizosomach m.in. neuronów. Dzieci dotknięte chorobą początkowo rozwijają się normalnie, później postępuje upośledzenie wzroku, słuchu i motoryki. Dochodzi również do pogłębiającego się niedorozwoju umysłowego. Do zgonu dochodzi zwykle w 3. lub 4. roku życia.

## Etiologia
Choroba dziedziczona jest w sposób autosomalny recesywny. Występuje częściej u aszkenazyjskich Żydów (1:3600 urodzeń). Najczęstszy typ mutacji to insercja czterech par zasad w eksonie 11 lub mutacja miejsca splicingowego w intronie 12 ramienia krótkiego chromosomu 15.

## Rozpoznanie
U 90% chorych na dnie oka stwierdza się tzw. objaw wisienki. W okresie niemowlęcym dochodzi do zaburzeń neurologicznych. Stwierdza się niską aktywność β-N-acetyloheksozaminidazy w surowicy. Możliwa jest diagnostyka prenatalna na podstawie badania aktywności enzymu w kosmkach trofoblastu (biopsja kosmówki) lub amniocytach pobranych z płynu owodniowego podczas amniopunkcji. Stosowana jest także diagnostyka genetyczna.